# 尤卡馬內火山
尤卡馬內火山（Yucamane）是秘魯的火山，位於該國南部，由塔克納大區負責管轄，屬於安第斯山脈的一部分，海拔高度5,550米，最近一次火山噴發在1902年6月至11月發生。